# Zastava Rijeke
Zastava Rijeke jednobojna je svjetloplava zastava omjera širine i dužine 1:2 s riječkim grbom u sredini. Grb na zastavi je ovalnog oblika i prikazuje dvoglavog orla na crvenoj pozadini. U suvremenom obliku usvojena je 26. studenoga 1998. odlukom Gradskog vijeća.
Povijesnu riječku zastavu čini trobojnica s vodoravno postavljenim bojama (karmin-zlatno-kobalt plava). Riječka trobojna nastala je sredinom 19. stoljeća kao simbol posebnog političkog i pravnog statusa Rijeke unutar Austro-Ugarske. U službenoj uporabi bila je do 1947. s kratkim prekidom između 1919. i 1920. Danas se trobojnica sa suvremenim grbom koristi kao svečana gradska zastava.

## Povijest
Ukazom Marije Terezije kojim se 1779. Rijeka, dotadašnji posjed Habsburgovaca te pod austrijskom krunom, dodjeljuje ugarskoj kruni sv. Stjepana kao Corpus separatum hungaricum, započinje mađarska dominacija nad Rijekom kao i njen ubrzani razvoj. Prema svjedoćenju starih Riječana, koje je Kobler zabilježio, i prije francuske okupacije 1809., pod mađarskom vladavinom na gradskom stendardu vijorila se austrijska zastava (crveno-bijela-crvena) na kojoj se u bijelom polju nalazio grb Rijeke između dva sveca zaštitnika grada (sv. Vid i sv. Modesto), a i stijeg (koplje) je isto bio obojan u te boje. Isto se nastavilo pod austrijskom upravom (1814-1823.) i mađarskom sve do 1835. Tek te godine na gradski se stup postavlja mađarska crveno-bijela-zelena zastava u sredini s riječkim grbom, ali bez patrona grada.
Ta je zastava skinuta 31. VIII. 1848. kada su hrvatske trupe bana Jelačića okupirale grad. iako je stijeg te gradske barijere na graničnom mostu preko Rječine i na cesti prema Trstu, tj na granici prema.Hrvatskoj i Austriji, ostale u bojama mađarske trobojnice. Jelačićev komesar za Rijeku 26. XI. traži da gradske vlasti "samoinicijativno" svečano oboje stijeg u crveno-bijelo-plavu boju i postave hrvatsko-slavonsku zastavu s riječkim grbom u sredini, a 25. X. se žali kako Riječani ne žele hrvatsku zastavu, već mađarsku, a 2. XI riječka skupština predlaže postavljanje austrijske zastave kao što je to ranije bilo, ali komesar odbija. Povodom proslave gušenja bečkog ustanka od strane Jelačićevih pandura 31. X, njegov komesar naređuje da se 13. . svečano postavi na riječki stendard (tada na molu) hrvatsko-slavonska zastava.

### Nastanak riječke zastave
Kako dalje navodi G. Kobler, par godina kasnije, kada je bila priznata politička autonomija grada, prilikom javnih svetkovina na koplju ispred gradskog municipija (na Piazza Verde, danas Koblerov trg) pojavila se nova zastava iz boja izvučenih iz trake oko riječkog grba iz 1659. g. (karmina-žuta-tamno plava). Prva ideja da to budu boje grada pojavila se 1846. jer se htjelo i vanjskim znakom ukazati na distanciranje od mađarske uprave, tj. na svoj poseban politički status, pa magistrati predlažu te boje za uniforme gradske policije, ali vijeće patricija odbija taj prijedlog kako se ne bi zamjerili mađarskim vlastima. Tu su ideju prihvatili Riječani koji na proljeće i ljeto 1848. nose kokarde u te tri riječke boje pa u studenom iste godine vijeće magistrata donaša odluku o uniformama u riječkim bojama na što 29. novembra banski Komitet sigurnosti donaša odluku da se riječke boje uniforme zamijene hrvatskim, ali to nije učinjeno.
Do kada je riječka trobojnica korištena nema podataka. Kobler navodi kako je 1859. austrijski car dao gradu Rijeci pravo da ponovno koristi austrijsku zastavu s riječkim grbom i svecima patronima u sredini zastave. Isto tako 25. maja 1862. na Grobniku se bez riječkih magistrata održava velika hrvatska svećanost na kojoj je uz prisustvo J.J. Stossmayera blagoslovljena zastava Rijeke O kakvoj se to zastavi radi nema podataka, ali po svemu to nikako nije bila riječka trobojnica, već samo hrvatska zastava namijenjena za Rijeku možda s riječkim grbom u sredini.
Nakon što je 1869. na zahtjev Riječana vraćan Rijeci status corpusa separatuma Mađarske situacija se pozitivno mijenja i u pogledu riječke zastave. U literaturi se govori da je inicijativu za promjenu gradske zastave i prihvaćanje nove, poput one predložene 1846. godine pokrenula na sjednici municipija od 19. II. 1870. grupa vijećnika pod vodstvom dr. Felicea Giaccicha. Budući da je prijedlog prihvaćen, zatraženo je mišljenje ugarskog Ministarstva unutrašnjih poslova, a odobrenje je stiglo putem guvernera 18. XI. 1870. g. Zatim se spominje riječki grb sa svecima na zastavi. Izvor o izgledu zastave se ne navodi, a čudno je što Giovanni Kobler, suvremenik tih događanja, ne spominje taj događaj. Kako Kobler pišući o povijesnoj riječkoj zastavi nakon 1848. spominje samo trobojnicu bez ikakvog grba, postaje jako nesigurna tvrdnja da je od 1870. "riječka zastava bila podloga riječkom grbu skupa sa svecima zaštitnicima". Uglavnom, riječka zastava (tamno crvena - zlatno žuta - tamno plava) je u upotrebi od 1870. sve do propasti Austro-ugarske monarhije.
Kako od barbara počinje povijest, tako i D'Annunzio kod okupacije Rijeke se razračunava s kulturno-povijesnom posebnošću Rijeke, pa tako dekapitira riječkog orla na gradskom tornju i smeta mu riječka zastava kao simbol riječke autonomije i svugdje istiće samo zastavu Kraljevine Italije, a smišlja i novu zastavu grada Rijeke (tzv. Talijanske uprave Kvarnera), na zagasito crvenoj podlozi sa zmijom koja grize svoj rep i čini savršeni krug (Ouroboros) simbol savršenosti i vječnosti u sredini koje se nalazi sazvježđe Velikog medvjeda. orijentira pomoraca, kojoj, proglašenjem tvorevine Talijanska uprava Kvarnera (8. IX. 1920.), na svečanoj zastavi pridodaje gore lijevo riječku zastavu, a desno talijansku, te pri dnu pridodana traka s motom "Quis contra nos?" (Tko protiv nas?).

### Državna zastava
Stvaranjem Slobodne države Rijeka (Stato libero di Fiume, 1921-1924.) riječka zastava bez grba postaje državna zastava međunarodno priznate zemlje. Zanimljivo je da ovakvu zastavu (s ovakvim vodoravnim rasporedom boja) nema niti jedna država na svijetu. Nakon aneksije većeg dijela Slobodne države Rijeka "matičnoj zemlji", Kraljevini Italiji (Rimski sporazum) mijenja se grb grada (jednoglavi orao), a u službenoj upotrebi se dozvoljava samo državna zastava Italije, ipak Riječani se nikad ne odriću svoje zastave koju koriste u neslužbenim prilikama, a i za svoj nogometni klub Fiumana (Unione sportiva Fiumana) koriste boje riječke zastave u grbu i dresu (crvene majice, žute hlačice i plave čarape). Nakon uspostave Kvarnerske provincije (Provincia del Carnaro), kralj Victorio Emanuelle III. 1929. dodijeljuje joj grb, zastavu i pečat. Zastava je azurno plava s crveno-crnim grb s fasciom, iznad kojeg je zlatnim slovima u luku ispisan naziv provincije, ali izgleda da ta zastava nikad nije bila u upotrebi.

### Poslijeratna situacija
Nakon što je Rijeka po drugi put u XX. st. anektirana "matičnoj zemlji", Hrvatskoj u sklopu jugoslavenske federacije, svaki riječki identit je na udaru hrvatskih "socijalističkih patrota" koji ga prikazuju kao nenarodnim i antihrvatskim, jer po njima Rijeka "povijesno pripada Hrvatskoj" pa se ne dozvoljava antihrvatska riječka zastava. Po svjedoćenjima starih Riječana, riječka se trobojnica koristila sve do 1947., tj. do Pariškog sporazuma kada je Julijska pokrajia i de iure pripala FNRJ, a novo stanovništvo Rijeke postali svoji na svome. Kako i od njih počinje povijest, 1966. Općina Rijeka raspisuje natječaj za riječku zastavu i grb te se bira rješenje Doriana Sokolića koje podsjeća na veslačku klupsku zastavu (svjetloplava s dva bijela trokuta koji predstavljaju deltasti tok Rječine).
Nà odluku Gradskog vijeća iz 1998. o povratku povijesne riječke zastave s umetnutim riječkim grbom Ministarstvo uprave u Zagrebu odbija tu zastavu s 'obrazloženjem': "Iako je taj, originalni dizajn bio povjesno utemeljen, danas ga koristi iredentistička tzv. "Udruga slobodne riječke općine u izbjeglištvu" pa se ne smatra primjerenim"
Zastava koja je trenutačno u službenoj upotrebi prihvaćena je 26. III. 1998. Zastava je tirkizno plava (ultramarin) sa žuto uokvirenim jajem u kome se nalazi dvoglavi orao. Ta varijanta plave (ultramarin) se opravdava jednom od boja koje su se navodno nalazile i na originalnoj povijesnoj zastavi. Tradicionalna zastava Rijeke, crveno-žuto-plava vodoravna trobojnica zasnovana na bojama iz grba (karmina-žuta-tamnoplava) može se vidjeti u neslužbenoj upotrebi na protestnim skupovima, korištena je kod proglašenja Kreativne republike Benčić, kod nogometnih navijača, na karnevalu i sl., a 2020. Gradsko vijeće donaša odluku da se povijesna riječka zastava s umetnutim grbom koristi kao svečana zastava Rijeke.

## Dileme
Oko riječke trobojnice bez grba ili s grbom vode se rasprave. Jedni iznašaju činjenicu da je prvobitna riječka trobojnica nastala sredinom XIX. st. bila bez grba jer se riječki grb stavljao samo na zastave vladara nad Rijekom (na ausrijsku, mađarsku i hrvatsku zastavu), a za riječku zastavu (s bojama iz grba iz MDCLIX) nije bilo potrebe za dodatnim grbom na zastavi, dok se drugi pozivaju na varijante zastave koje su u prošlosti pojavljivale. Za svećanu zastavu iz 2020. odlučena je opcija s grbom i izmijenjenim nijansama boje (svijetloplava umjesto tamnoplave kakva je u traci oko grba).

###### Heraldika
Po tradicionalno heraldičkom tumačenju, boje riječke zastave imaju sljedeća značenja: Karmin (crvena) je boja vatre i krvi, pa je povezana s energijom, ratom, opasnošću, snagom, moći i odlučnosti, kao i sa strašću, željom i ljubavi. To je emocionalno intenzivna boja. Žuta je boja sunca. Povezana je sa srećom, radošću, intelektom i energijom. U heraldici žuta predstavlja čast i odanost. Plava je boja neba i mora. Često se povezuje s dubinom i stabilnošću. Simbolizira povjerenje, odanost, mudrost, samopouzdanje, inteligenciju, vjeru, istinu i raj. U heraldici se koristi kao simbol iskrenosti.
Riječka je trobojnica prikazana je na slikama "Slava Rijeke" G. Butkovića i "Italia o morte" Carla Wostryja, a nalazi se i na medaljama i značkama.